# Sannio bianco frizzante
Il Sannio bianco frizzante è un vino DOC la cui produzione è consentita nella provincia di Benevento.

## Caratteristiche organolettiche
- colore: paglierino più o meno intenso
- odore: vinoso gradevole
- sapore: asciutto, armonico, a volte vivace e/o amabile

## Produzione
Provincia, stagione, volume in ettolitri
- nessun dato disponibile